# El Achir
El Achir è un comune dell'Algeria, situato nella provincia di Bordj Bou Arreridj.